# Guillermo Sucre
Guillermo Sucre Figarella (Tumeremo, estado Bolívar, 15 de mayo de 1933-Caracas, 22 de julio de 2021) fue un poeta, traductor y crítico literario venezolano. 

## Carrera
Guillermo Sucre se vio exiliado durante la dictadura de Marcos Pérez Jiménez, en la década de los 50.
Sus obras críticas más conocidas son Borges, el poeta (1967), un trabajo de varios volúmenes sobre la obra de Jorge Luis Borges, y La máscara, la transparencia (1975), sobre la poesía latinoamericana. Asimismo, ha traducido al español las obras de André Breton, Saint-John Perse, William Carlos Williams y Wallace Stevens.
En 1957, fundó la revista literaria Sardio. En ese mismo año, empezó a enseñar en la Universidad Central de Venezuela. Entre 1968 y 1975, Sucre vivió en los Estados Unidos, en donde enseñó en la Universidad de Pittsburgh y formó parte del Instituto Internacional de Literatura Iberoamericana de esa universidad. Luego de su regreso a Venezuela, enseñó en la Universidad Simón Bolívar y trabajó como director literario de la editorial Monte Ávila. En 1976 fue honrado con el Premio Nacional de Literatura de Venezuela  por el ensayo La máscara, la transparencia.
Son recordadas sus polémicas literarias y peleas personales con otros autores. Entre estos: Miguel Otero Silva, Juan Liscano, Roberto Juarroz.

## Vida personal
Hermano de Juan Manuel Sucre Figarella y Leopoldo Sucre Figarella. Perteneciente a la familia Sucre.

## Obra
- Mientras suceden los días (1961)
- Borges, el poeta (1967)
- La vastedad (1990)
- Serpiente breve (1977)
- En el verano cada palabra respira en el verano (1976)
- La mirada (1970)
- La máscara, la transparencia (1975)